# Eschweilera tetrapetala
Eschweilera tetrapetala é uma espécie de lenhosa da família Lecythidaceae.
Apenas pode ser encontrada no Brasil, no Centro do estado da Bahia, na Chapada Diamantina.
Está ameaçada por perda de habitat.